# Triade (Studentenverbindung)
Mit Triade werden einige historische Dreiergruppen von amerikanischen Studentenverbindungen bezeichnet.

## Union Triade
Die Union Triad bezeichnet drei frühe Verbindungen, die am Union College in Schenectady gegründet wurden. Kappa Alpha (seit 1825), Sigma Phi (1827) und Delta Phi (1827). Sie sind formal nicht in einem übergreifenden Convent organisiert, stellen aber die ältesten drei Greek-letter-Fraternities in Nordamerika dar. Union wurde auch als Mutter der Fraternities bezeichnet, nachdem Psi Upsilon (1833), Chi Psi (1841) und Theta Delta Chi (1847) dort gegründet wurden.

## Miami Triade

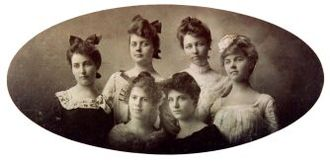
Die Gründerinnen von Delta Zeta

Als Miami Triad gelten die an der Miami University in Oxford (Ohio) gegründeten Beta Theta Pi (1839), Phi Delta Theta (1848) und Sigma Chi (1855).
Nachdem dort auch die Delta Zeta Sorority (1902) sowie die Phi Kappa Tau Fraternity (1906) gegründet wurden und die Delta Sigma Epsilon (1914) sich 1956 mit Delta Zeta zusammenschloss, wurde auch die Miami School als Mutter der Fraternities bezeichnet.

## Lexington Triade

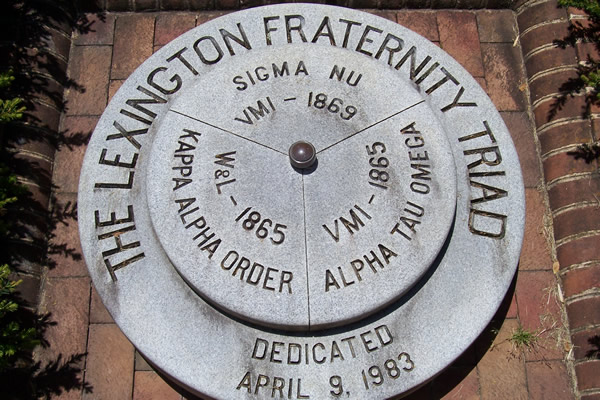
Denkmal der Triade in Lexington

Die Lexington Triad bezieht sich auf drei Fraternities, die während der Reconstruction nach dem Amerikanischen Bürgerkrieg dort gegründet wurden.
Dazu gehören Alpha Tau Omega (1865, ehemals Richmond (Virginia)), Kappa Alpha Order (1865 an der Washington and Lee University) sowie Sigma Nu (1869). Die amerikanische Zentrale der drei findet sich in Lexington.
Die Triade wird gelegentlich mit dem Virginia Circle zusammengefasst, der zusätzlich Kappa Sigma, Pi Kappa Alpha an der University of Virginia und Sigma Phi Epsilon an der University of Richmond beinhaltet.

## Jefferson Duo
Nur mehr als Jefferson Duo erhalten ist Phi Gamma Delta (1848) und Phi Kappa Psi (1852), die beide am späteren Washington & Jefferson College in Canonsburg, Pennsylvania gegründet wurden.
Die dritte Verbindung Kappa Phi Lambda wurde bereits 1874 wieder aufgelöst.

## Syracuse Triade
Unter Syracuse Triad werden drei Sororities bezeichnet, die an der Syracuse University gegründet worden waren. Alpha Phi (1872) beinhaltete die 10 der 20 ersten Frauen, die dort studieren konnten. Gamma Phi Beta (1874) nahm als erste den Begriff Sorority (Schwesternschaft) statt Women's fraternity auf. Alpha Gamma Delta vervollständigte die Triade 1904. Die Triade ist an einer Reihe von Universitäten präsent und richtet gelegentlich auch gemeinsame Veranstaltungen aus, so etwa Triaden-Tea Times oder Triaden-Bälle.